# Jörg Schmall
Jörg Schmall (27 de janeiro de 1943) é um velejador alemão, medalhista olímpico. Ele competiu nos Jogos Olímpicos de Verão de 1976 na classe Tornado e conquistou a medalha de bronze, ao lado de Jörg Spengler, como representante da Alemanha Ocidental. Em 1975, os dois conquistaram o título mundial do Tornado à frente dos britânicos Reginald White e John Osborn.
Jörg Schmall é um físico qualificado e mora em Nuremberg.